# Rhino Bucket
Rhino Bucket est un groupe américain de hard rock et heavy metal, originaire de Van Nuys, en Californie. Souvent comparé à AC/DC époque Bon Scott, le groupe compte un total de huit albums studio.

## Historique
Le groupe est formé en 1988 par Georg Dolivo (guitare et chant), Greg Fields (en), nom de scène de Greg Fidelman (guitare), Reeves Downes à la basse et Rick Kubach à la batterie. Après avoir arpenté les bars et les clubs de la scène de Los Angeles avec des groupes comme Rage Against the Machine ou Junkyard, le groupe décroche un contrat avec le label Warner Bros en 1989, et réalise leur premier album nommé sobrement Rhino Bucket en 1990 avec un nouveau batteur, Liam Jason. Le groupe écrit, compose et interprète son propre répertoire, mais se fait rapidement taxer de « copieur »[Par qui ?], leur son se rapprochant beaucoup de celui d’AC/DC et la voix de Dolivo ressemble énormément à celle de Bon Scott. Rhino Bucket utilise alors les mêmes ficelles qui ont fait de AC/DC un succès planétaire, utilisant des accords à trois cordes, avec un son entre blues et hard rock. Malgré tout le groupe ne reçoit que très peu d'attention aux États-Unis, Rhino Bucket est beaucoup plus présent au Royaume-Uni et dans le reste de l'Europe (d'ailleurs Georg Dolivo est finlandais).
Leur deuxième album, Get Used to, publié en 1992, est enregistré à Memphis avec le producteur à succès Terry Manning, qui a produit auparavant les ZZ Top, Led Zeppelin ou encore George Thorogood. L'album contient le single Ride with Yourself, qui apparaît dans le film Wayne's World. En 1993, Simon Wright, ex-batteur d’AC/DC, rejoint le groupe pour le troisième album, Pain, publié en 1994. Après une longue tournée de plusieurs années, le groupe se met en sommeil à partir de l'année 1996.
Après avoir joué avec différents musiciens et formations, Rhino Bucket se reforme en 2001 avec Brian Forsythe du groupe Kix qui remplace à la guitare Greg Fields, lequel poursuit — en reprenant son nom de naissance — une carrière de producteur et de mixeur musical (de Marilyn Manson et Metallica entre autres). Simon Wright quitte le groupe et est remplacé par le batteur Liam Jason, de retour, qui se fait désormais appeler Jackie Enx après avoir subi une opération chirurgicale pour devenir une femme. Les compositions du groupe contribuent à l'illustration musicale de plusieurs films plus ou moins connus. Ainsi, sept de leurs chansons — sur douze présentes dans la bande-son — sont entendues dans le film indépendant Rolling Kansas (en) sorti en 2003, réalisé et co-écrit par Thomas Haden Church (acteur qui sera plus tard sélectionné pour un Oscar). Le groupe redevient à un poids lourd de la scène hard rock de Los Angeles.
En 2006, le groupe sort l'album And then It Got Ugly, une tournée s'ensuit avec les groupes Broken Teeth, Supersuckers et Kix. L'année 2007 voit la parution de deux nouveaux albums, Pain and Suffering et No Song Left Behind. Le premier est une version enrichie de Pain, tandis que le second est une compilation de titres inédits et de performances live. Le groupe sort en 2009, l'album The Hardest Town, avec Simon Wright de retour à la batterie, et figure également sur la bande son du film The Wrestler avec Mickey Rourke, réalisé par Darren Aronofsky. Par ailleurs plusieurs morceaux du groupe sont joués dans la série Sons of Anarchy. En juillet 2009, le groupe est annoncé de nouveau en tournée avec Kix pour début 2010 entre août et décembre aux États-Unis.
Rhino Bucket publie son sixième album, Who's Got Mine?, en janvier 2011, qui est bien accueilli par la presse spécialisée. Le groupe entame ensuite deux tournées européennes, de 71 concerts. Une tournée américaine en trente-et-un concerts suit en fin d'année.
Rhino Bucket continue de tourner. En 2014, ils effectuent deux cents concerts en Europe et en Amérique du Nord en soutien à l'album, live, Sunrise on Sunset (2013). Le groupe participe aussi, sur scène, régulièrement aux croisières à thème Monsters of Rock Cruise, en 2012 (sur le MSC Poesia), en 2015 (sur le MSC Divina), en 2016 (sur le Norwegian Pearl) et du 11 au 16 février 2018 (sur le Navigator of the Seas). On le voit au M3 Festival de Baltimore. Un nouvel album sort en avril 2017 : The Last Real Rock 'N' Roll.
Du 4 janvier (au Spirit of 66, à Verviers) au 9 février 2018 (à Valles), le groupe fait une tournée de trente-et-un concerts en Europe, dans des salles de Belgique, Allemagne, Norvège, République tchèque, Slovaquie, Autriche, Suisse, France (pour un seul concert, le 5 février, au Blue Devils à Orléans) et Espagne.
En 2018, après des mois de rumeurs, le frontman (en) Georg Dolivo annonce qu'il quitte Rhino Bucket, ce qui semble donc à l'époque mettre un terme au groupe. Ce qui est alors considéré comme la dernière apparition sur scène de celui-ci a lieu le 22 avril à West Hollywood, en tant que groupe invité au grand concert annuel Party in the Parking Lot, célébrant le quarante-sixième anniversaire du Rainbow Bar and Grill sur Sunset Boulevard.
Cependant, début 2021, Dolivo annonce le retour dans l'année sur scène, aux États-Unis, du groupe : ainsi au festival Monsters on the Mountain à Pigeon Forge dans le Tennessee, en octobre. De surcroît, du 5 janvier (à Velden) au 5 février 2022 (à Oberentfelden), une tournée en Europe de vingt-cinq concerts est programmée, passant par l'Autriche, la République tchèque, la Slovaquie, l'Allemagne, la Suisse, la France (Barberaz près de Chambéry, Aubagne, Ensisheim entre Mulhouse et Colmar, Paris) et la Belgique (Verviers).
Le groupe participera sur scène, du 9 février 2022 au 14 février 2022, à une nouvelle Monsters of Rock Cruise, cette fois au départ de Miami, sur le Freedom of the Seas.

## Membres
- Georg Dolivo – chant, guitare rythmique (1986-2018, 2021-)
- Greg Fields (en) – guitare solo, chœurs (1986-1996)
- Reeve Downes – basse, chœurs (1986-2018, 2021-)
- Rick Kubach – batterie (1986-1989)
- Liam Jason (Jackie Enx) – batterie (1989-1993, 2006-2010)
- Simon Wright – batterie (1993-1996, 2007-2009, 2011, 2012)
- Brian « Damage » Forsythe – guitare solo, chœurs (1998-2018, 2021-)
- Rick Marty – guitare solo, chœurs (1999-2000)
- Dusty Watson – batterie (1999-2012)
- Anthony « Tiny » Biuso – batterie (1999-2010)
- Dave DuCey – batterie (2012-2018, 2021-)

## Discographie
- 1990 : Rhino Bucket
- 1992 : Get Used to It
- 1994 : Pain
- 2006 : And Then It Got Ugly
- 2007 : No Song Left Behind
- 2007 : Pain and Suffering
- 2009 : The Hardest Town
- 2011 : Who's Got Mine?
- 2017 : The Last Real Rock 'N' Roll